# Fluorowardita
La fluorowardita és un mineral de la classe dels fosfats que pertany al grup de la wardita. Rep el nom per la seva relació amb la wardita i el seu contingut en fluor.

## Característiques
La fluorowardita és un fosfat de fórmula química NaAl₃(PO₄)₂F₂(OH)₂(H₂O)₂. Va ser aprovada com a espècie vàlida per l'Associació Mineralògica Internacional l'any 2012, sent publicada per primera vegada el 2014. Cristal·litza en el sistema tetragonal. La seva duresa a l'escala de Mohs és 5.
Les mostres que van servir per a determinar l'espècie, el que es coneix com a material tipus, es troben conservades a les col·leccions mineralògiques del Museu d'Història Natural del Comtat de Los Angeles, a Los Angeles (Califòrnia) amb els números de catàleg: 57659 i 63810.

## Formació i jaciments
Va ser descoberta als Estats Units, concretament a la mina Silver Coin, situada a la localitat de Valmy, al districte miner d'Iron Point del comtat de Humboldt (Nevada),
on es troba en forma de cristalls tetragonals-piramidals de fins a 0,1 mm de diàmetre. Aquesta mina estatunidenca és l'únic indret de tot el planeta on ha estat descrita aquesta espècie mineral.